# Chiesa di Santa Maria della Sanità (San Giovanni in Fiore)
La chiesa della Madonna della Sanità è una delle più importanti e storiche chiese della città di San Giovanni in Fiore (CS), costruita nel più antico rione popolare, il rione "Cona"

## Storia
Chiesa della Cona foto anni cinquanta
La chiesa sorge lungo uno dei primi tracciati viari realizzati nella cittadina florense. La strada, un tempo una mulattiera, metteva in comunicazione la zona silana con l'area della "Val di Neto", avendo una direzione sud - est, una stra di rilevante importanza per gli attraversamenti del bestiame in periodo di transumanza. Nella seconda metà del Cinquecento, sulla strada fu costruita una cappella dedicata alla Madonna della Sanità. La cappella custodiva un'immagine, un'icona, che era venerata dagli abitanti della zona. Dal nome "icona", deriverebbe il successivo toponimo Cona, nome poi dato sia alla chiesa che venne edificata il secolo dopo, che all'intero quartiere.
Edificata lungo un pendio molto scosceso, che dal quartiere scende fino al ponte della Cona, attraversando il fiume Neto, la sua costruzione si fa risalire al 1678. Prima dell'erezione della chiesa, e successivamente della cappella, il luogo era un punto di ristoro per tutti i viaggiatori ed allevatori, soprattutto per coloro che da San Giovanni in Fiore avevano intenzione di raggiungere i comuni di Cerenzia, Santa Severina e Scandale, fino a Crotone, essendo la strada l'unica via d'accesso che dalla Sila giungeva alla costa ionica. Lo stato attuale della chiesa deriva da una completa ristrutturazione ed ampliamento avvenuto verso la fine del Settecento, nel periodo del fulcro del barocco in Calabria. Può essere considerata la "sorella minore" della chiesa madre, poiché molte sono le somiglianze stilistiche ed architettoniche che accomunano le due chiese.

## Architettura

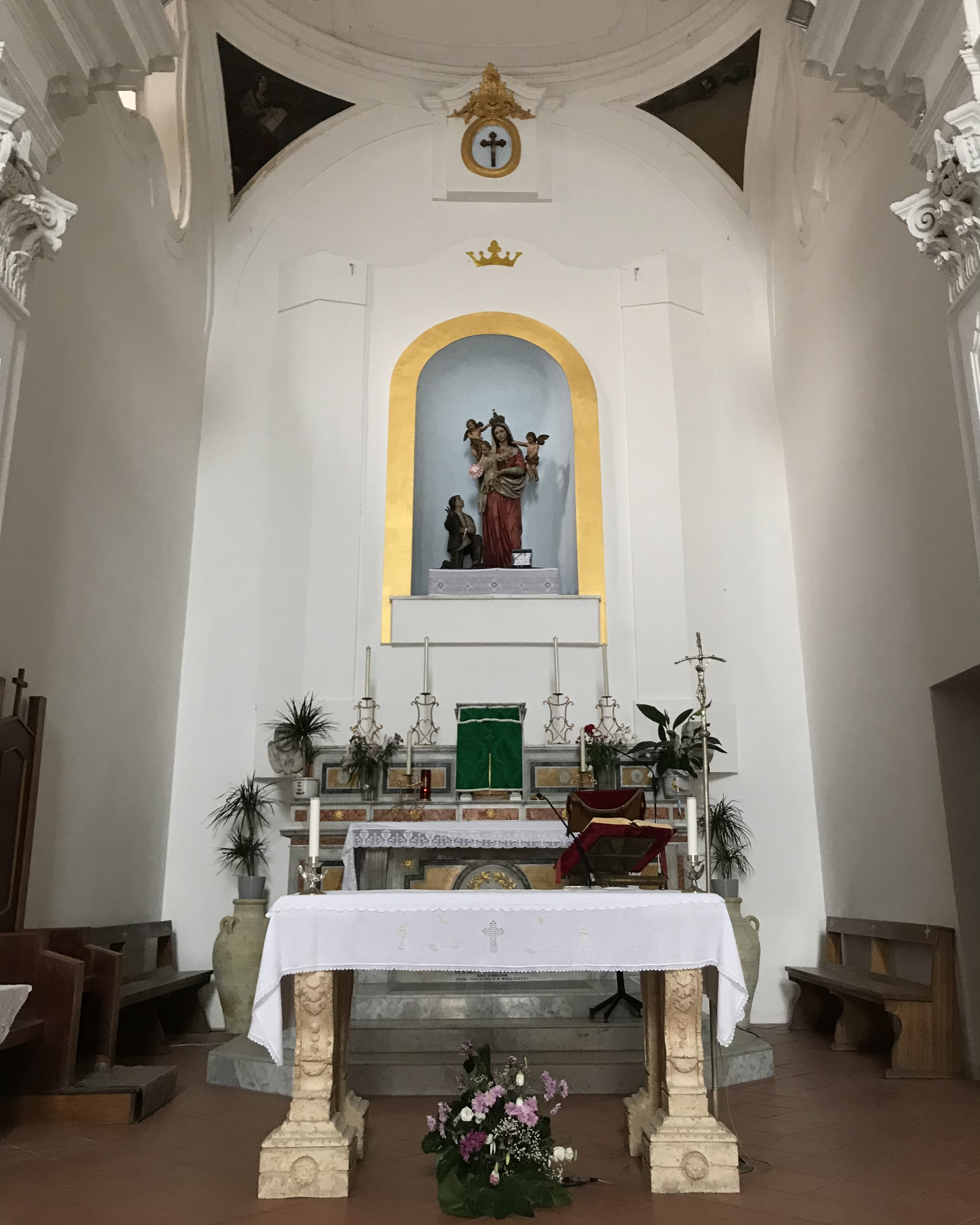
L’altare

La chiesa è di medie dimensioni. La facciata è semplice, spoglia, priva di qualsiasi richiamo architettonico. Il portale in pietra arenaria, è sormontato da un arco a tutto sesto caratterizzato da un impianto classicheggiante sulla quale vi è un'incisione in latino:
"Hic sanitas animae et corporis 1781"
(Qui la salute dell'anima e del corpo)
Il portale, del 1781, richiama lo stile barocco napoletano che poi verrà ripreso all'interno dell'edificio. All'interno la struttura è a tre navate, con la centrale ampia ed alta, mentre quelle laterali sono di modeste dimensioni. Le navate laterali sono divise da quella centrale da un colonnato a tre archi a tutto sesto, mentre sopra l'ingresso vi è posto il coro della chiesa. Esternamente la chiesa, non è libera da fabbricati, anzi, appare cinta sia a sinistra che a destra da alcuni corpi fabbrica che in passato hanno svolto varie funzioni, quali un dormitorio, divenuto poi un educandato. Un altro corpo fabbrica che esternamente si congiunge con l'area absidale, dietro la chiesa, raggiungibile attraversando un vaglio che porta all'interno di una piccola corte, è la canonica, la casa del sagrestano, mentre un altro edificio ad esso attinente, avrebbe dovuto svolgere il ruolo di dimora del parroco. È accertato comunque, che uno di questi edifici abbia svolto funzione di ostello per pellegrini, e che successivamente fu il primo ginnasio del paese. Tutti questi ultimi elementi farebbero presupporre l'idea di un complesso monastico, al cui centro vi era la chiesa, e ai lati edifici che un tempo svolgevano altre funzioni, come servizi sociali attinenti alla chiesa.

### L'educandato
Il corpo attiguo alla chiesa, come già detto, fu utilizzato dapprima come dormitorio per gli “attoppati”, e successivamente come educandato. Per poter essere annesso ai servigi della chiesa e alla comunità stessa, fu chiesto nel 1795 all'allora re di Napoli Ferdinando IV, di poter essere istituto n educandato comunale, da utilizzare per l'istruzione dei giovani del paese e di tutti i paesi limitrofi, visto che su tutta l'area silana, non v'era istituita neanche una scuola, mentre il tasso di analfabetismo era elevatissimo. Il re approvò il progetto. Per affrontare le prime spese vennero messi a disposizione un edificio e un pezzo di terra limitrofo la chiesa, proprio per realizzarvi l'istituto di istruzione. La scuola, però ebbe vita breve, poiché non si riuscì a mantenere in piedi tutti i servizi e le rispettive spese, nonostante vennero messi a disposizione terre, beni materiali (come boschi) e persino i beni del Monastero. Da quel che si evince pare dunque che inizialmente la chiesa fosse in parte libera da un lato, e non cinta in maniera perimetrale come appare oggi.

### Le navate

#### La navata centrale

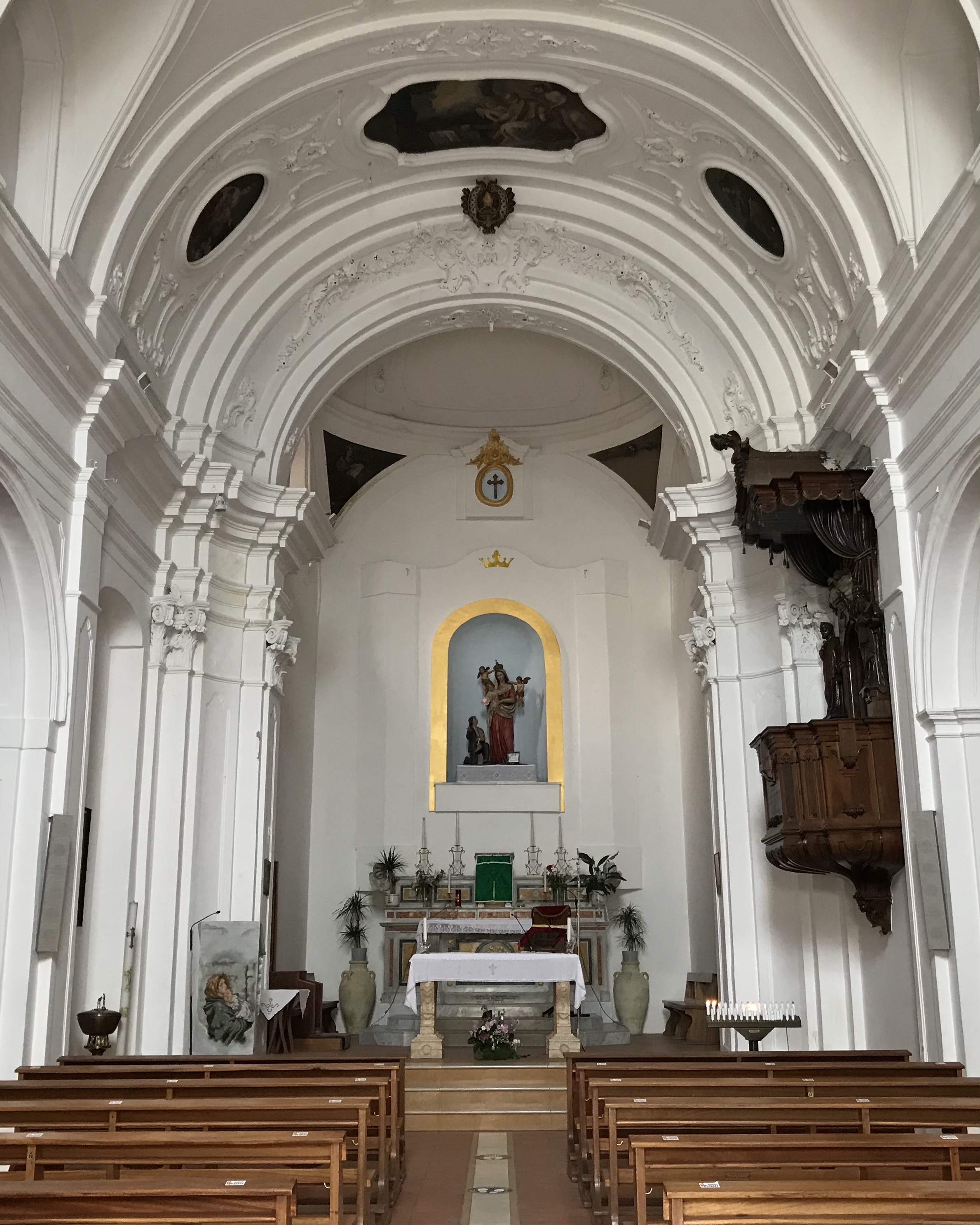
Navata centrale

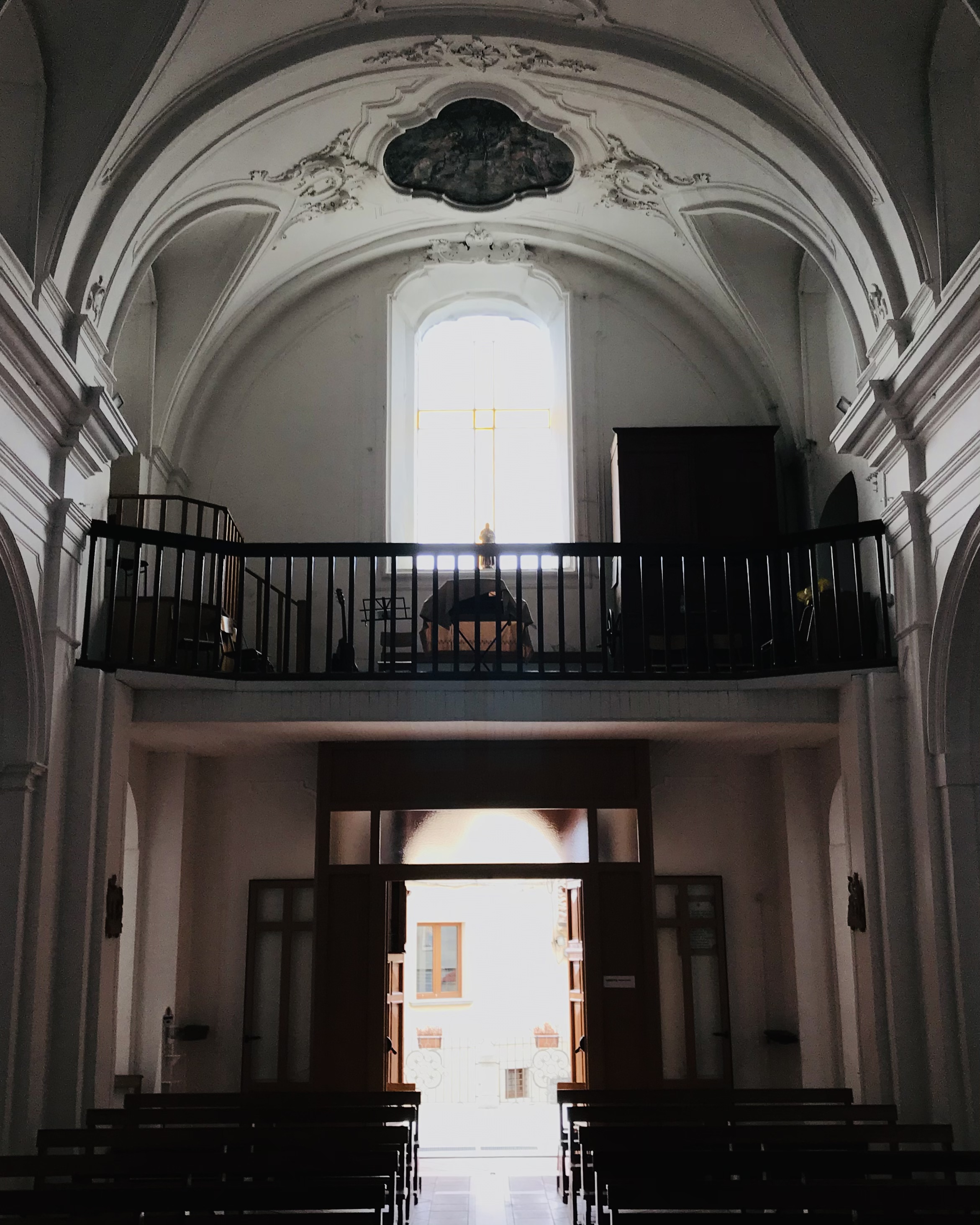
Il coro

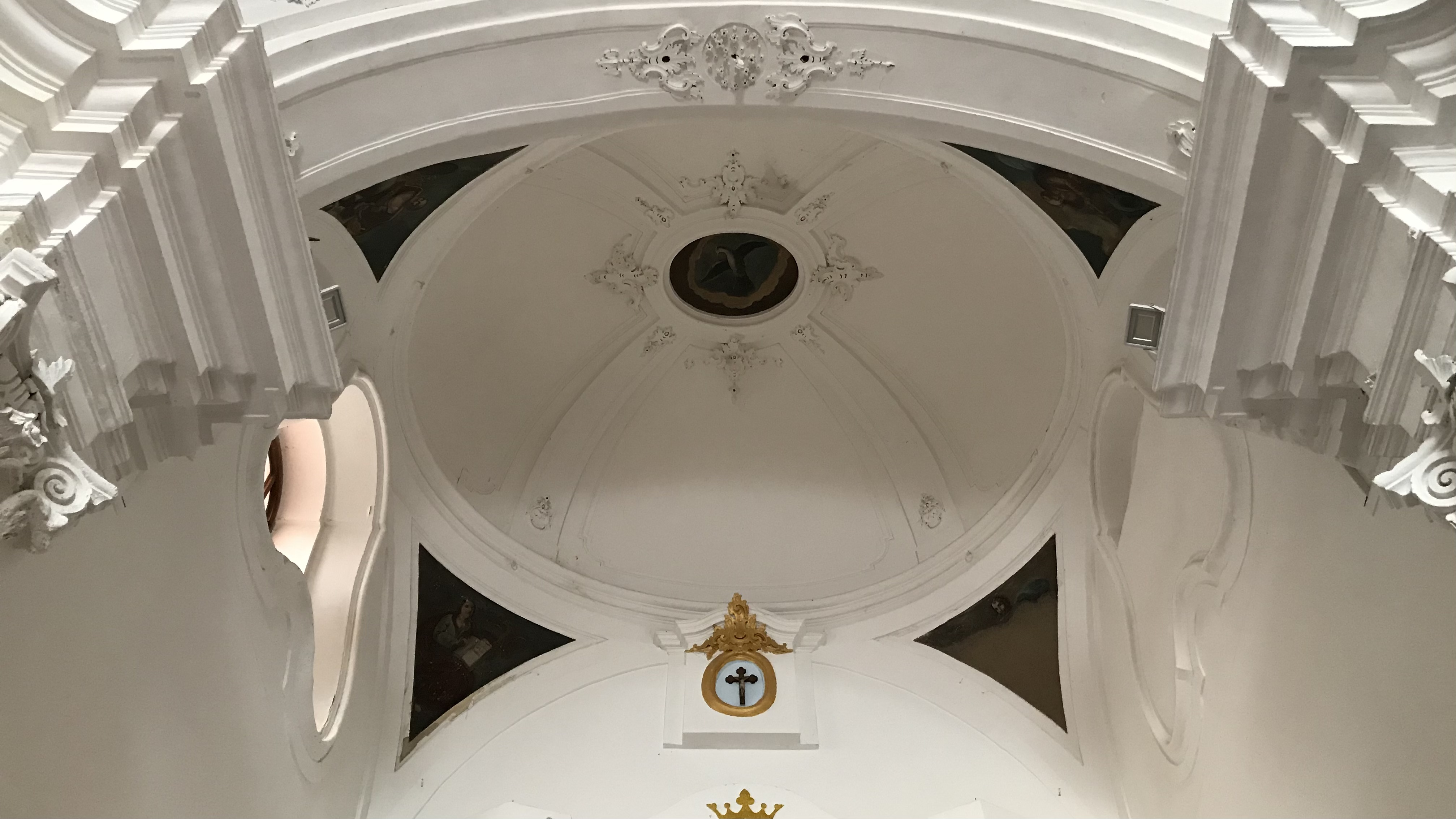
La finta cupola sull’altare

La navata centrale è piuttosto ampia ed alta. Ha un sotto tetto a forma di volta a botte, il cui interno è presente una grande cornice barocca che ospita una grande tela raffigurante "L'incoronazione di Maria", opera del noto Cristoforo Santanna, pittore calabrese, di Rende, che dipinse in molte chiese della città e anche in altri edifici religiosi della regione. Oltre alla grande tela sul soffitto della navata centrale sono presenti altre otto tele di dimensioni minori, sempre attribuite allo stesso Santanna, alcune delle quali si presentano in cattivo stato con avanzato degrado del dipinto.

#### La navata sinistra

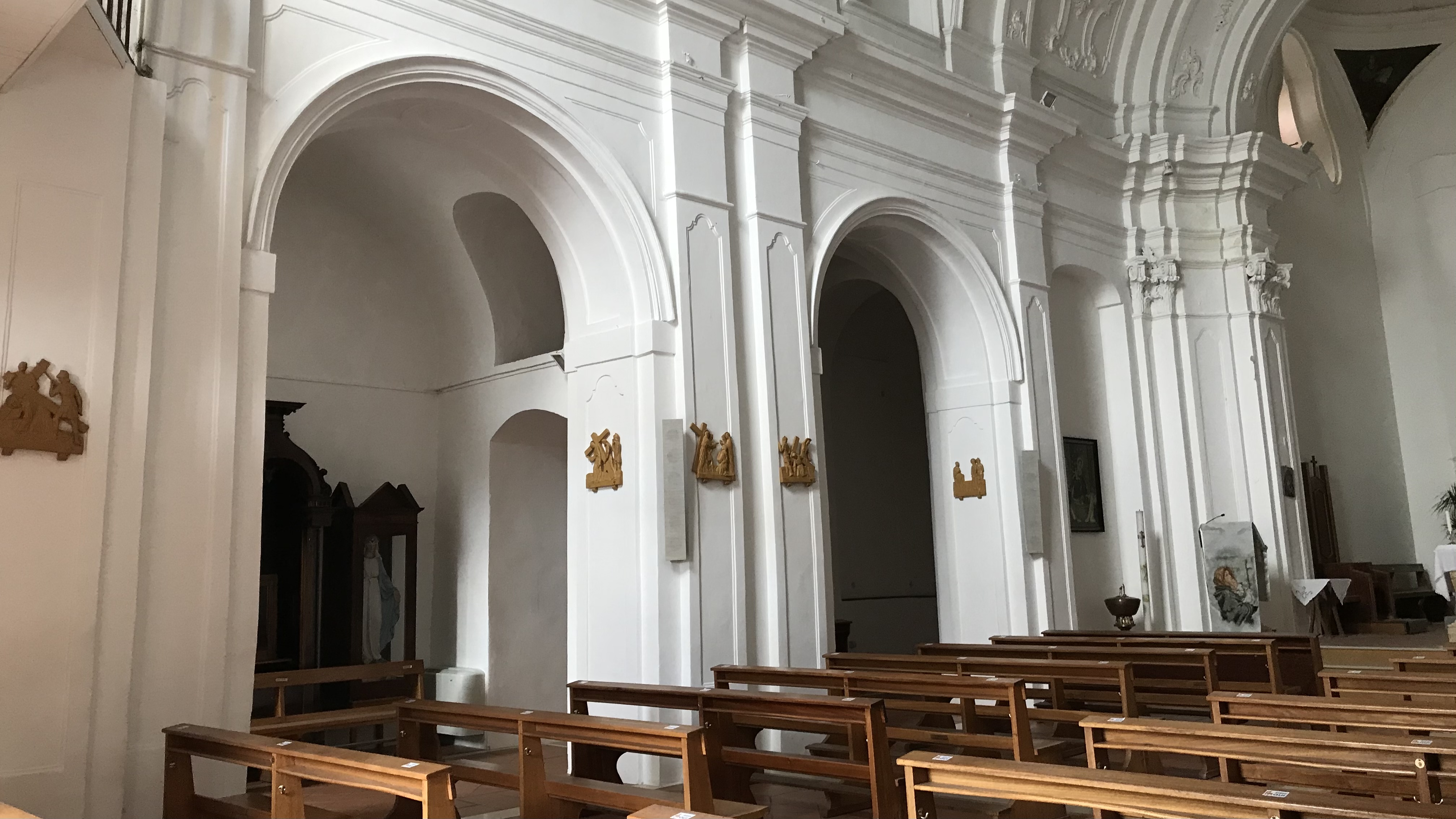
Navata laterale sinistra

Presenta 3 nicchie con varie statue e dipinti.
|  |  |  |  |

#### La navata destra

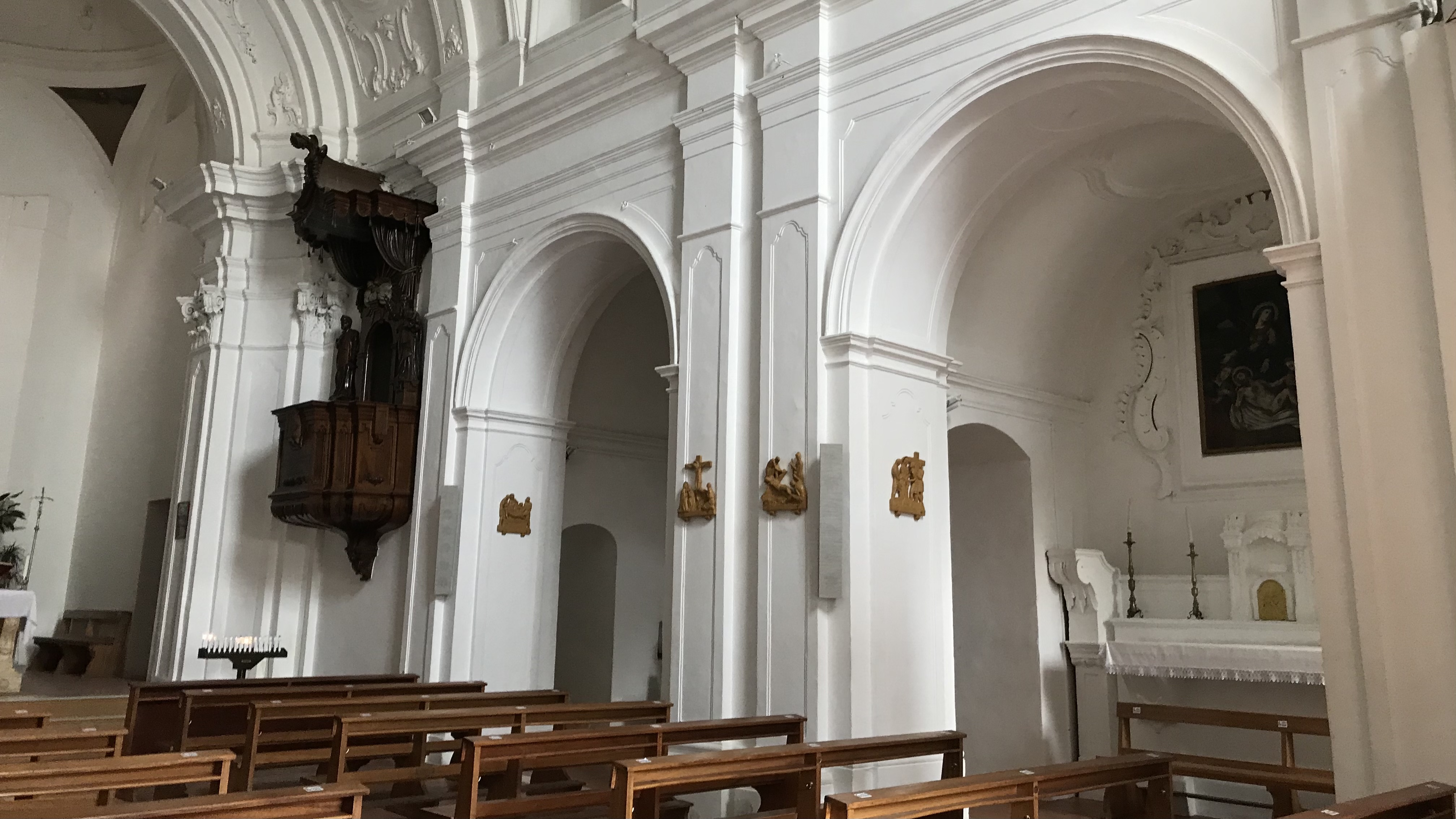
Navata laterale destra

Presenta tre piccoli altari. Sul primo altare vi è un dipinto di notevole valore artistico, raffigurante il “Sacro cuore di Gesù”, risalente al 1755 opera di autore ignoto.
|  |  |  |

### Affreschi e dipinti
Tela Madonna della Sanità
La tela più preziosa è certamente quella che raffigura la “Madonna della Sanità con il bambino”, opera dell'artista Giovambattista Campitelli del 1615. La tela risale ad una data precedente l'edificazione della chiesa, e ciò farebbe supporre che questa sia stata, almeno per un periodo di tempo, l'”icona” (o la sostituta di un'altra icona) che poi ha dato la nomea a tutto il rione e che per un periodo di tempo è stata all'interno della cappella prima che questa venisse demolita per far posto all'attuale chiesa. La tela ora è custodita in sagrestia.

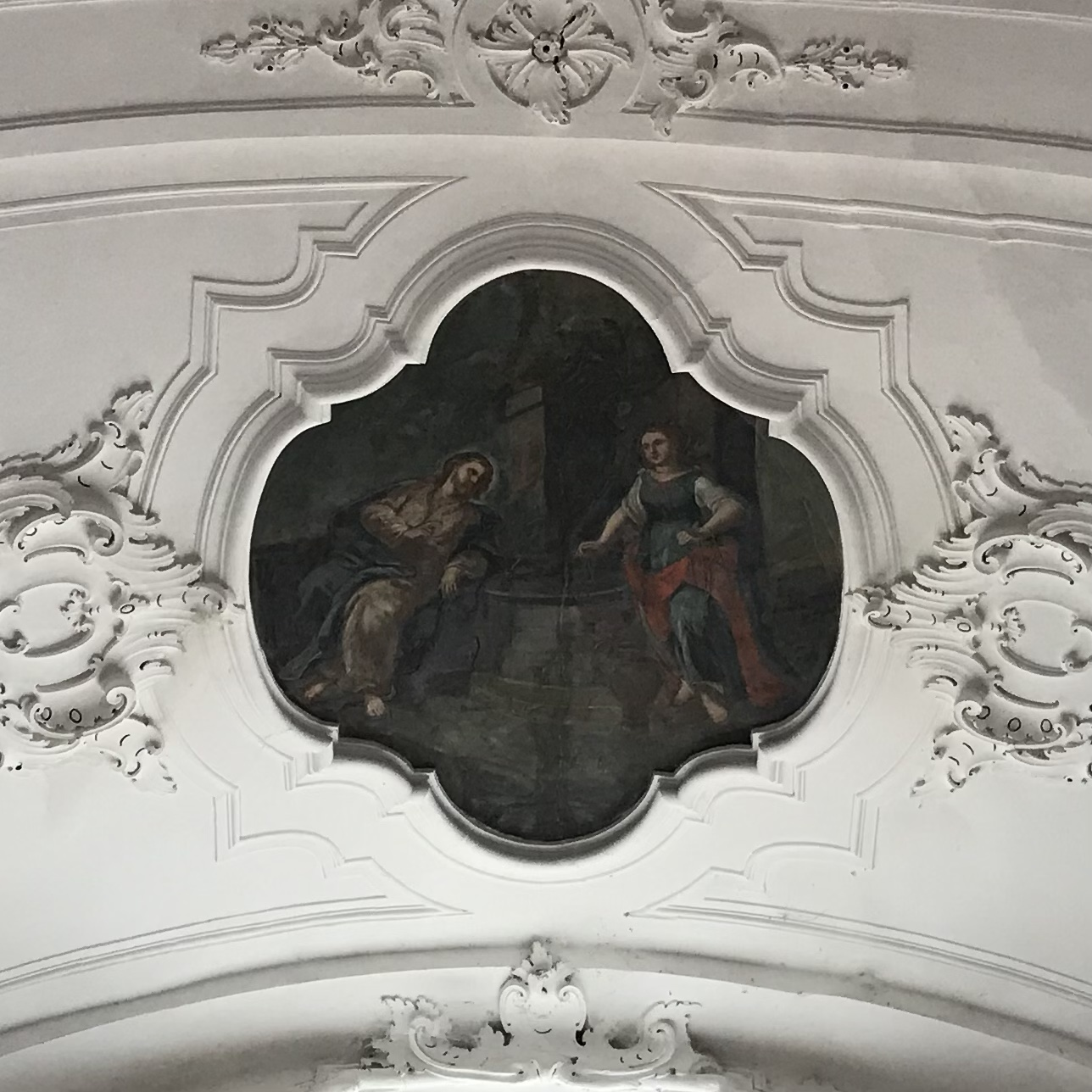
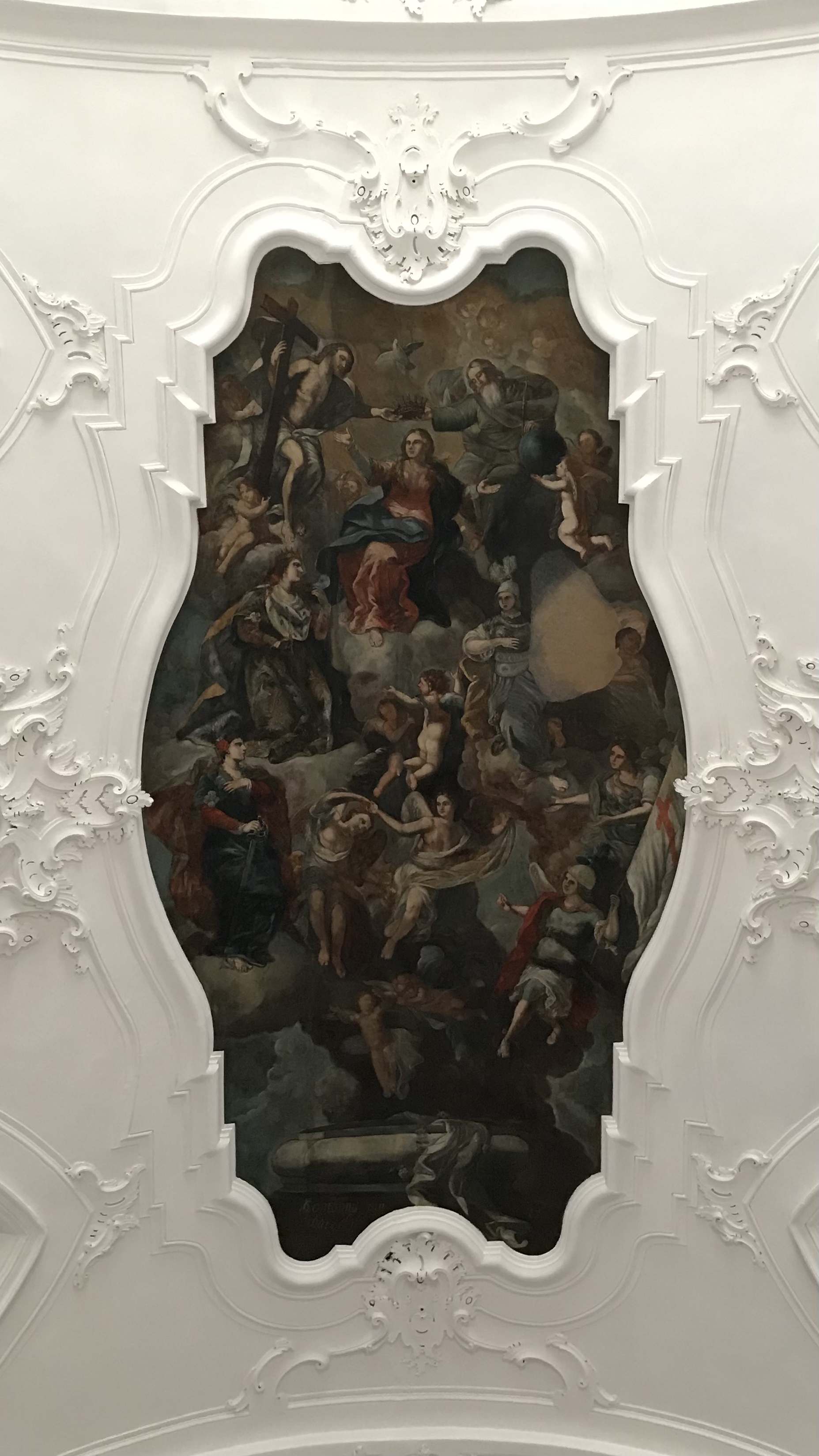
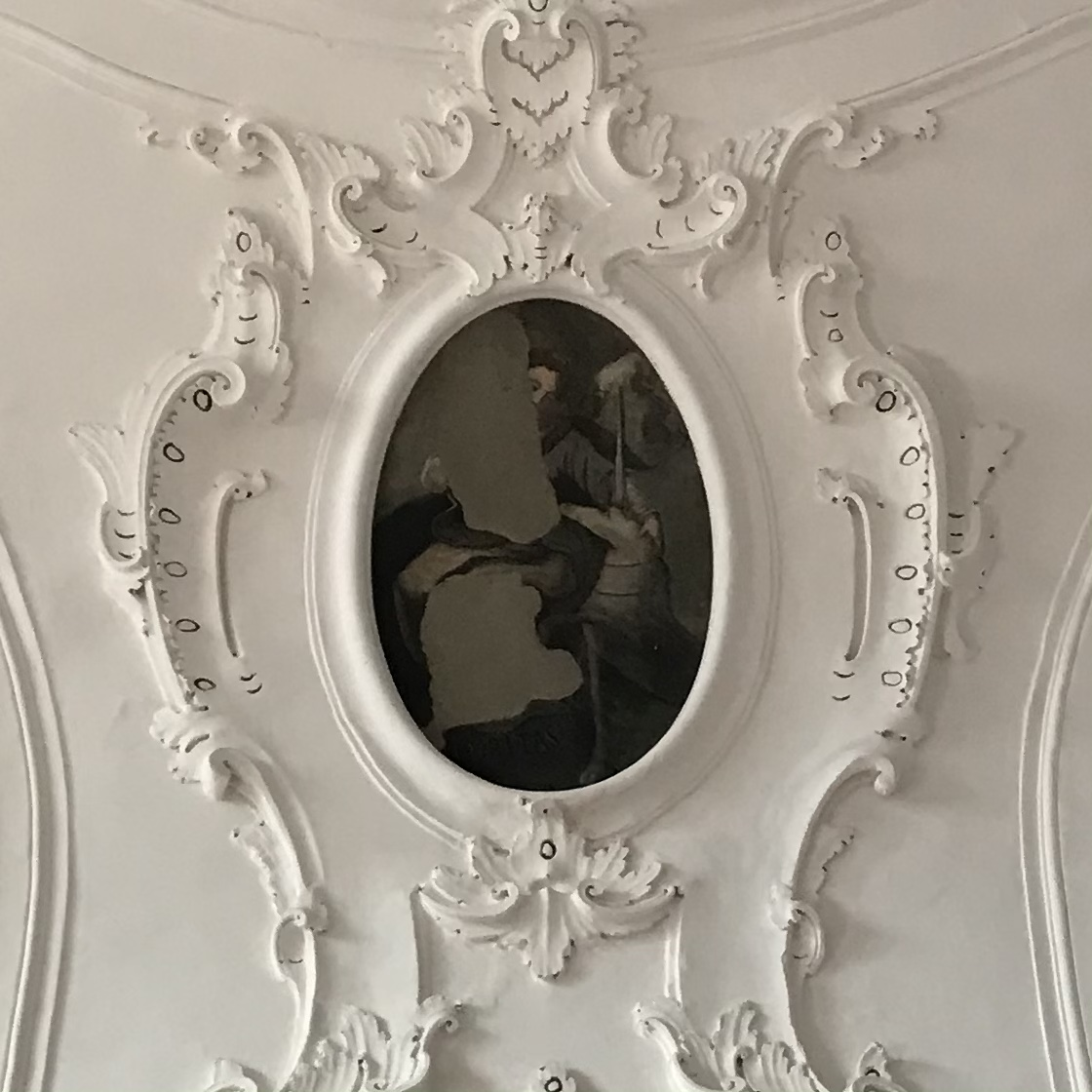
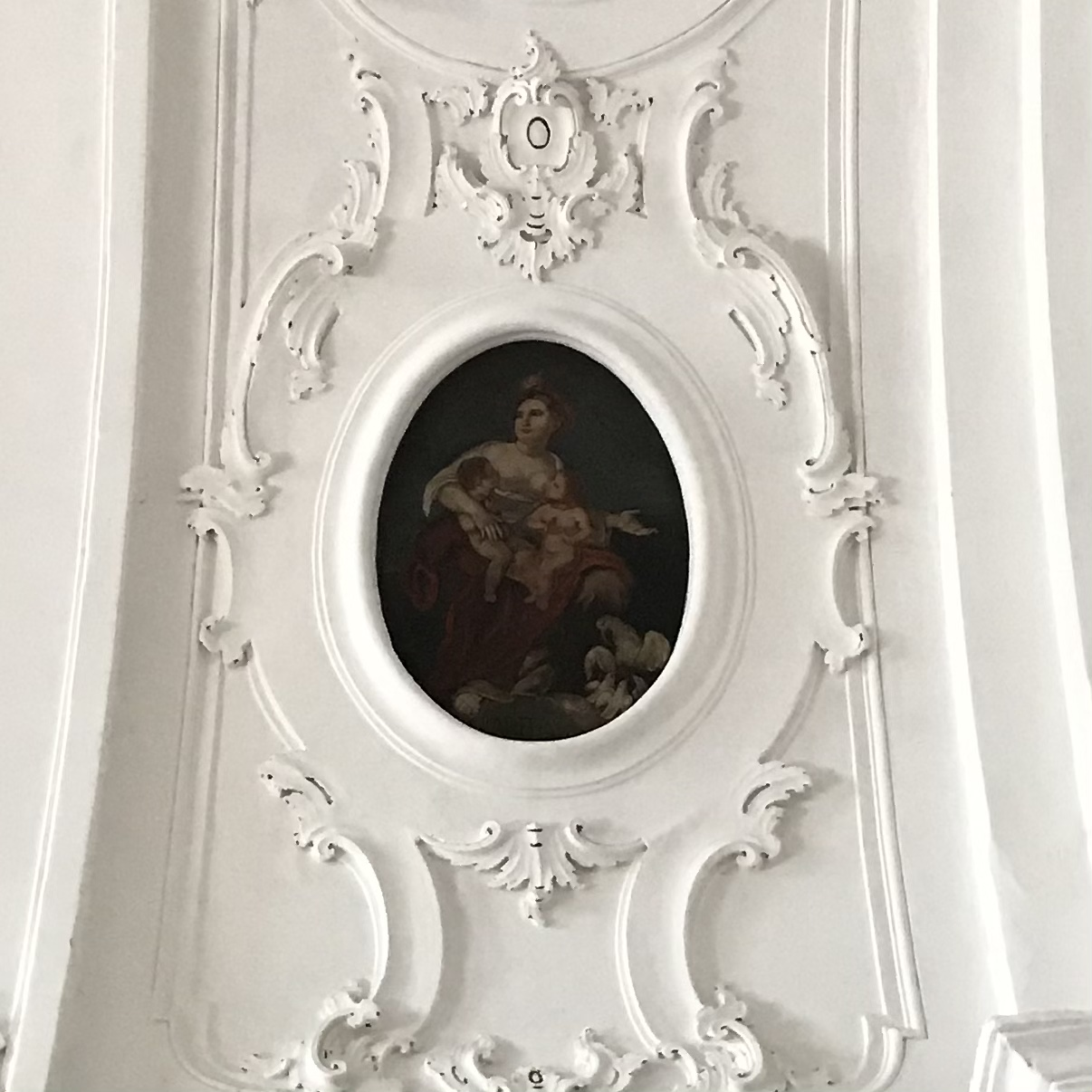
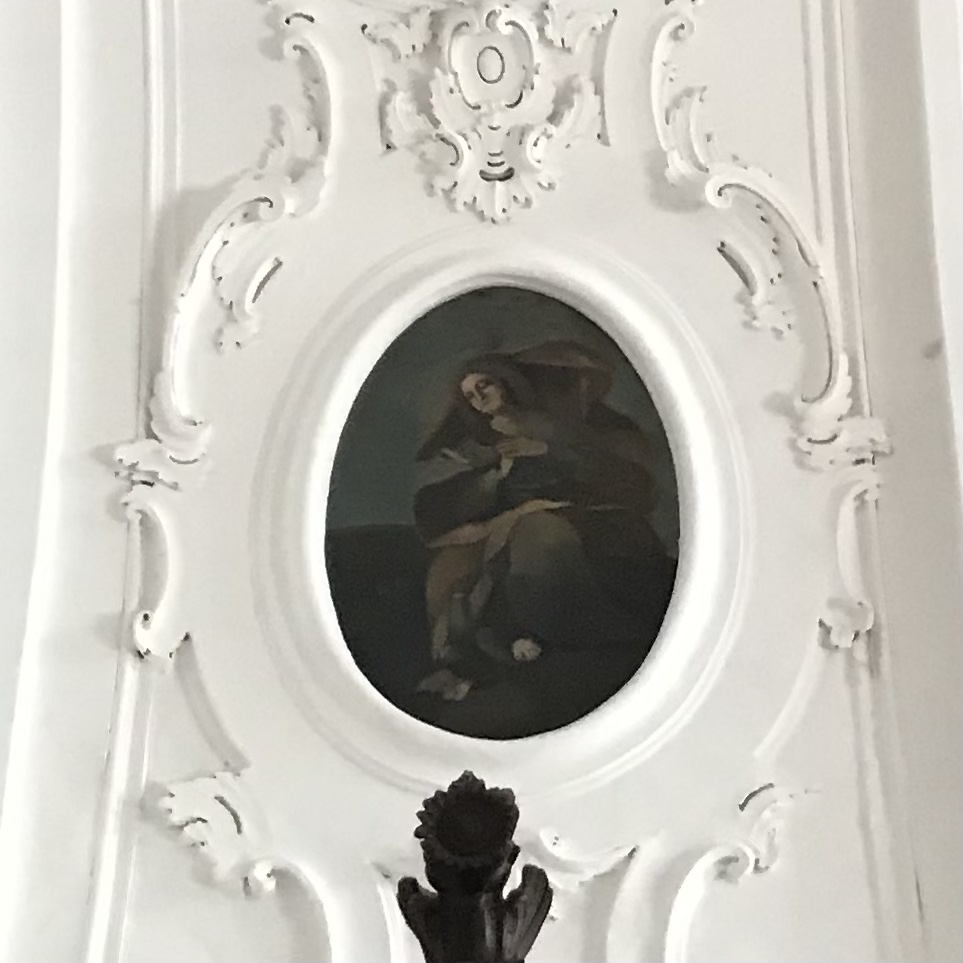
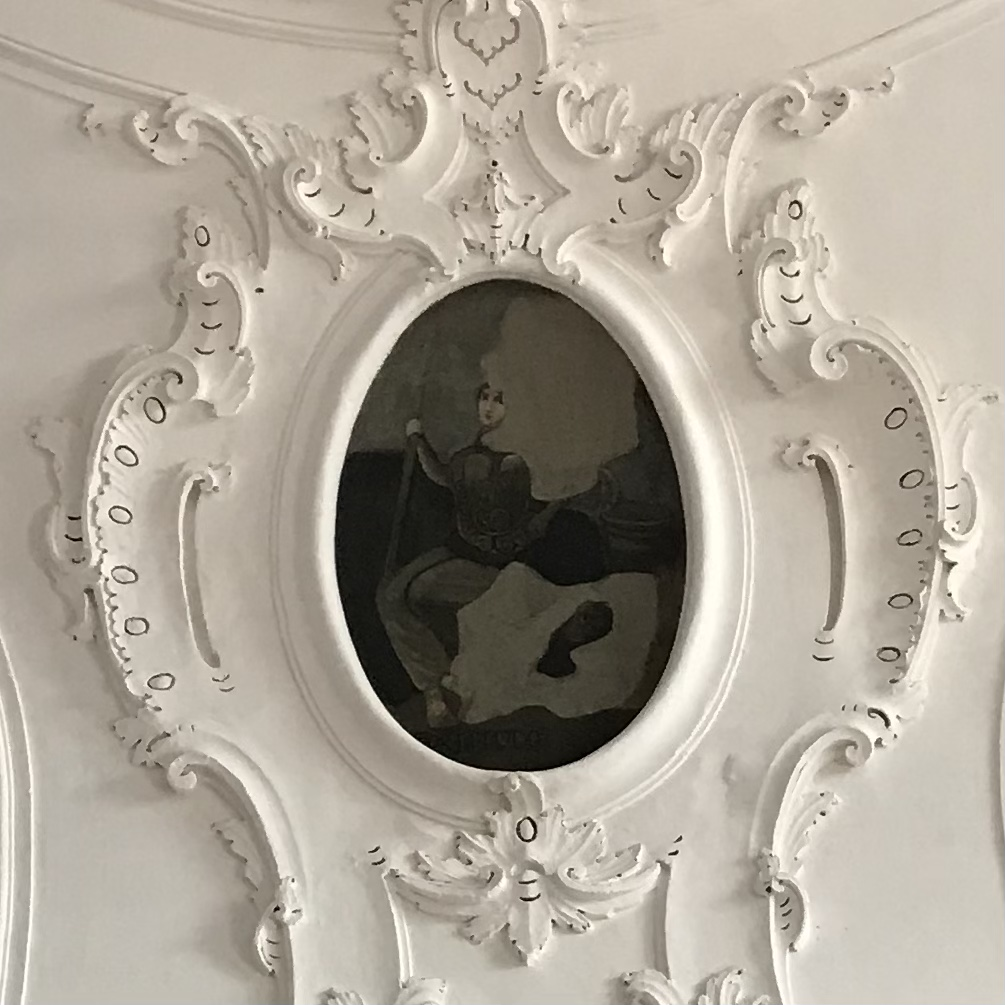
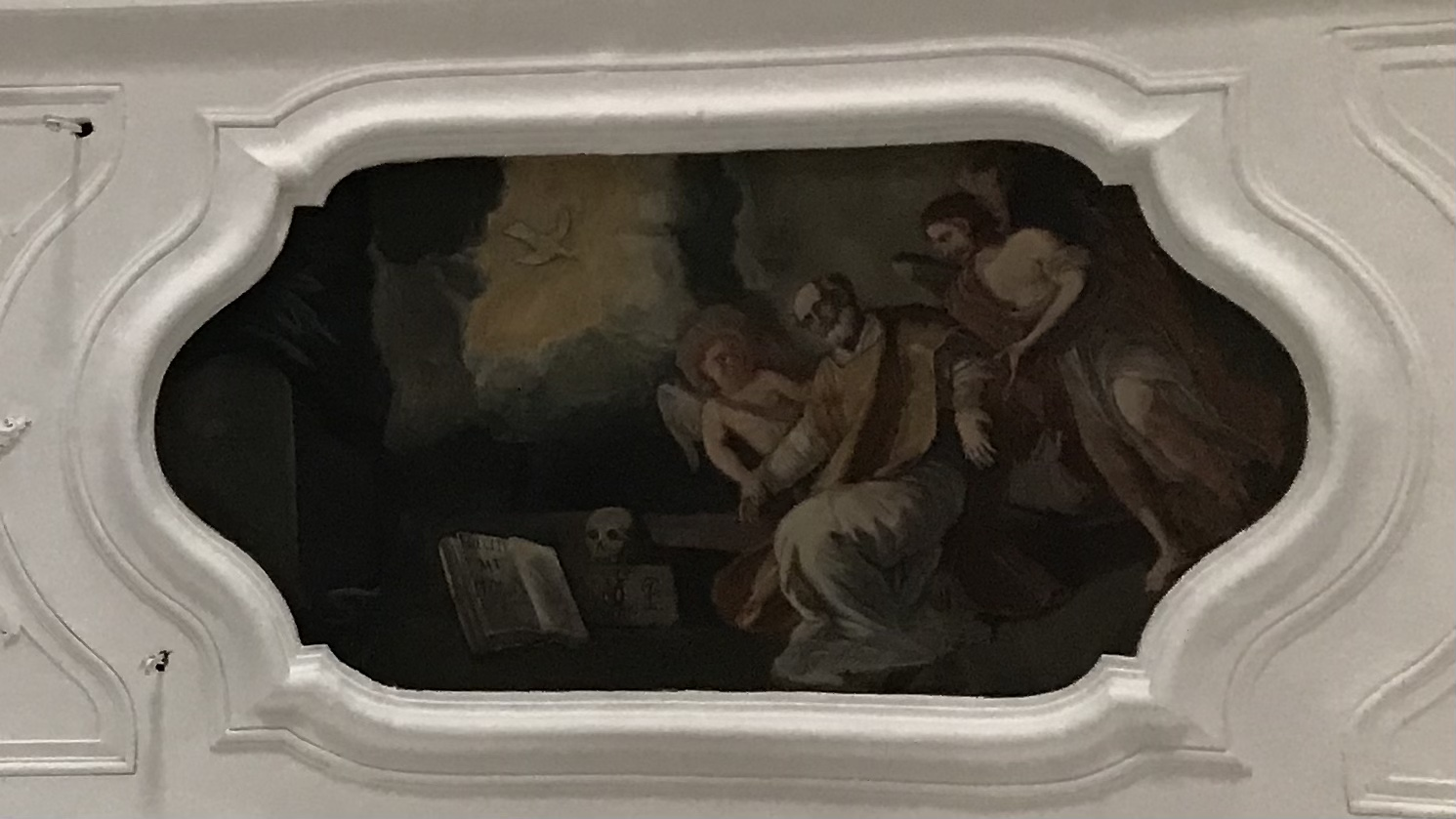
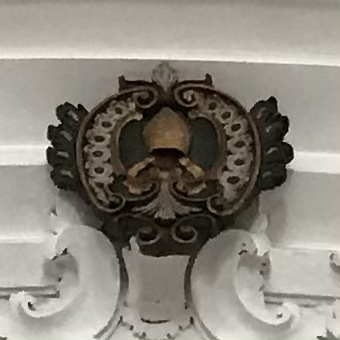
Opere sulla volta: degli affreschi e una mitra scolpita

La chiesa è fra le più ricche di arte fra tutte le chiese della cittadina florense. Questa peculiarità ne fa un unicum nel quadro generale dell'arte sacra degli edifici religiosi cittadini, che pur conservando opere come dipinti, statue, reliquari sacri e pale lignee in notevole quantità, si presentano piuttosto scarne di affreschi. A differenza della Chiesa Madre, infatti, abbiamo il soffitto completamente affrescato, mentre altre importanti tele ornano le navate laterali. Solo la piccola cupola del sottotetto posta sopra l'altare centrale non è adornata, e proprio come la Chiesa Madre, anch'essa probabilmente avrebbe dovuto ospitare affreschi o tele lungo tutto il suo perimetro.

### Altre opere

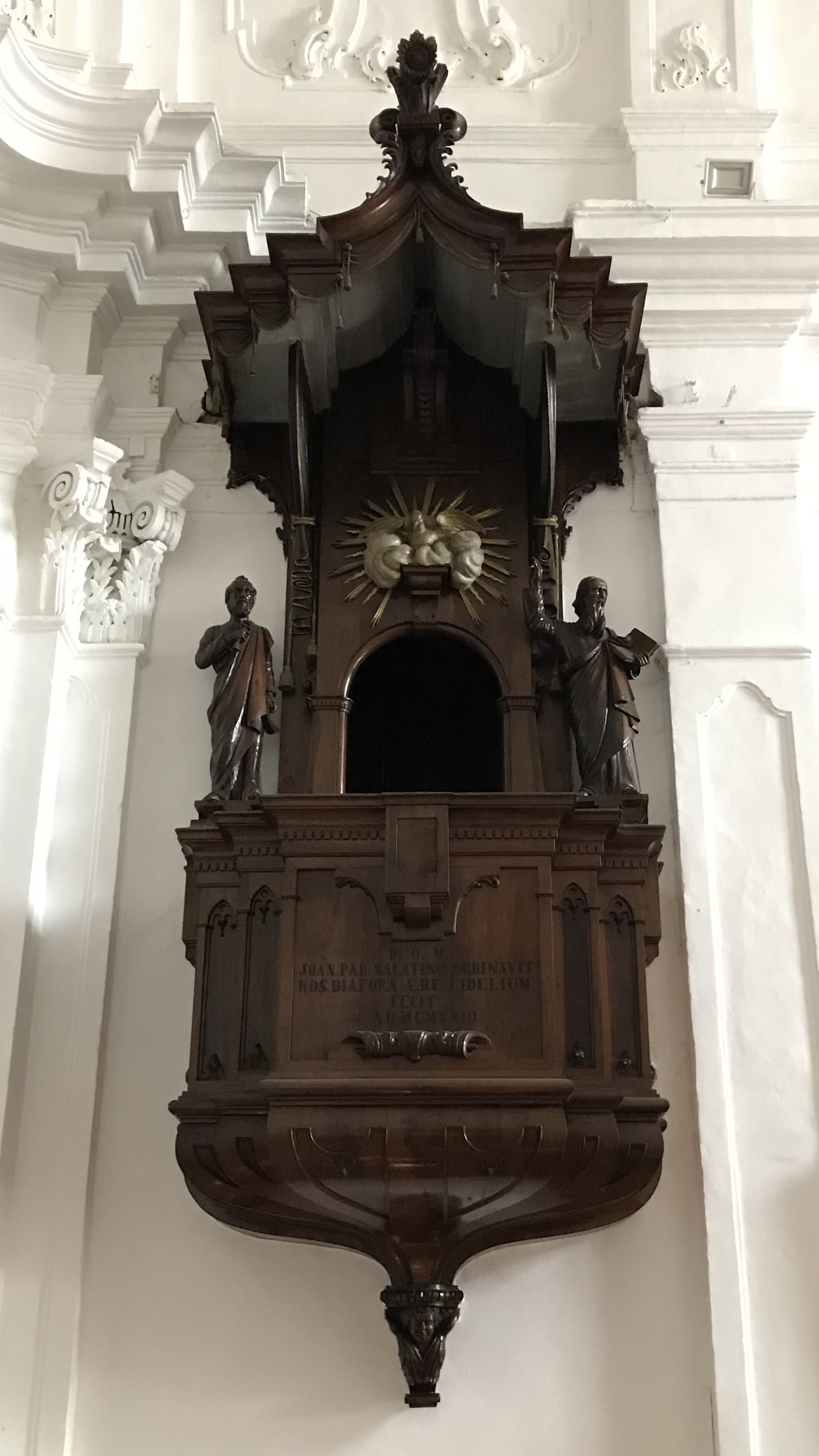
Il “Pulpito di Don Giovanni”

Fra le opere più importanti conservate in chiese, vi è un pulpito in legno, comunemente chiamato "Pulpito di Don Giovanni". L'opera, commissionata dall'allora parroco Don Giovanni Salatino, fu realizzata dal maestro locale Rosario Biafora, in arte "Ottavio", appartenente alla famiglia di ebanisti locali degli “Ottavi”, che produsse notevoli opere in legno di inizio secolo scorso. Oltre al pulpito, Rosario Biafora realizzò anche un confessionale in legno di noce. Entrambe le opere risalgono 1922. Da citare anche un funzionante e pregevole organo a mano del 1700, conservato in cantoria, utilizzato solo in occasioni speciali e durante le festività della Madonna della Sanità. Vi sono inoltre alcuni reliquari e paramenti sacri custoditi in sagrestia, e la preziosa statua raffigurante la “Madonna della Sanità”, con in braccio il bambino, un angelo protettore ed un infermo in ginocchio che invoca grazia.

## Curiosità
- Uno dei corpi fabbrica che affianca la chiesa, è stato anche utilizzato in maniera temporanea, come carcere del paese, il primo ad essere istituito, prima che ne venisse edificato uno nuovo.

## Galleria d'immagini

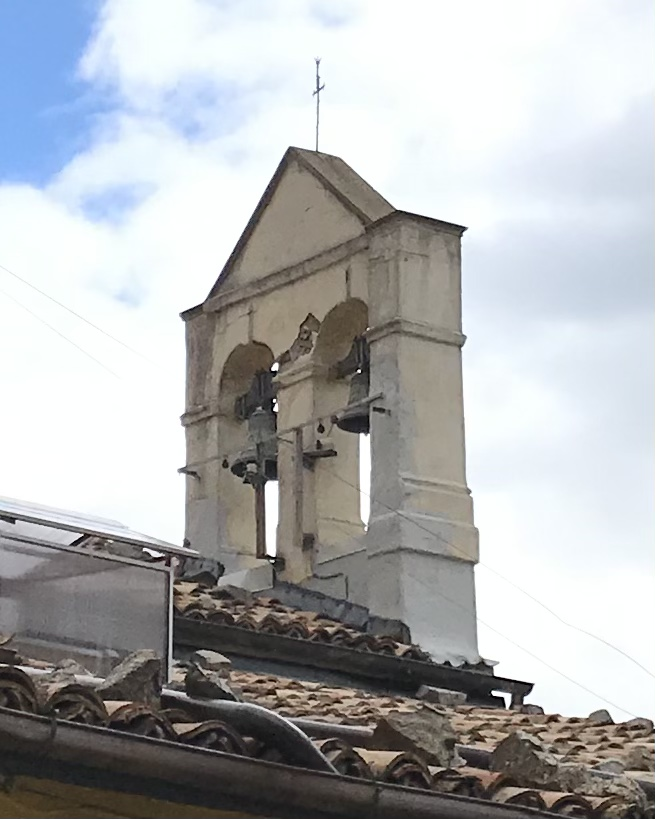
Il campanile (2020)
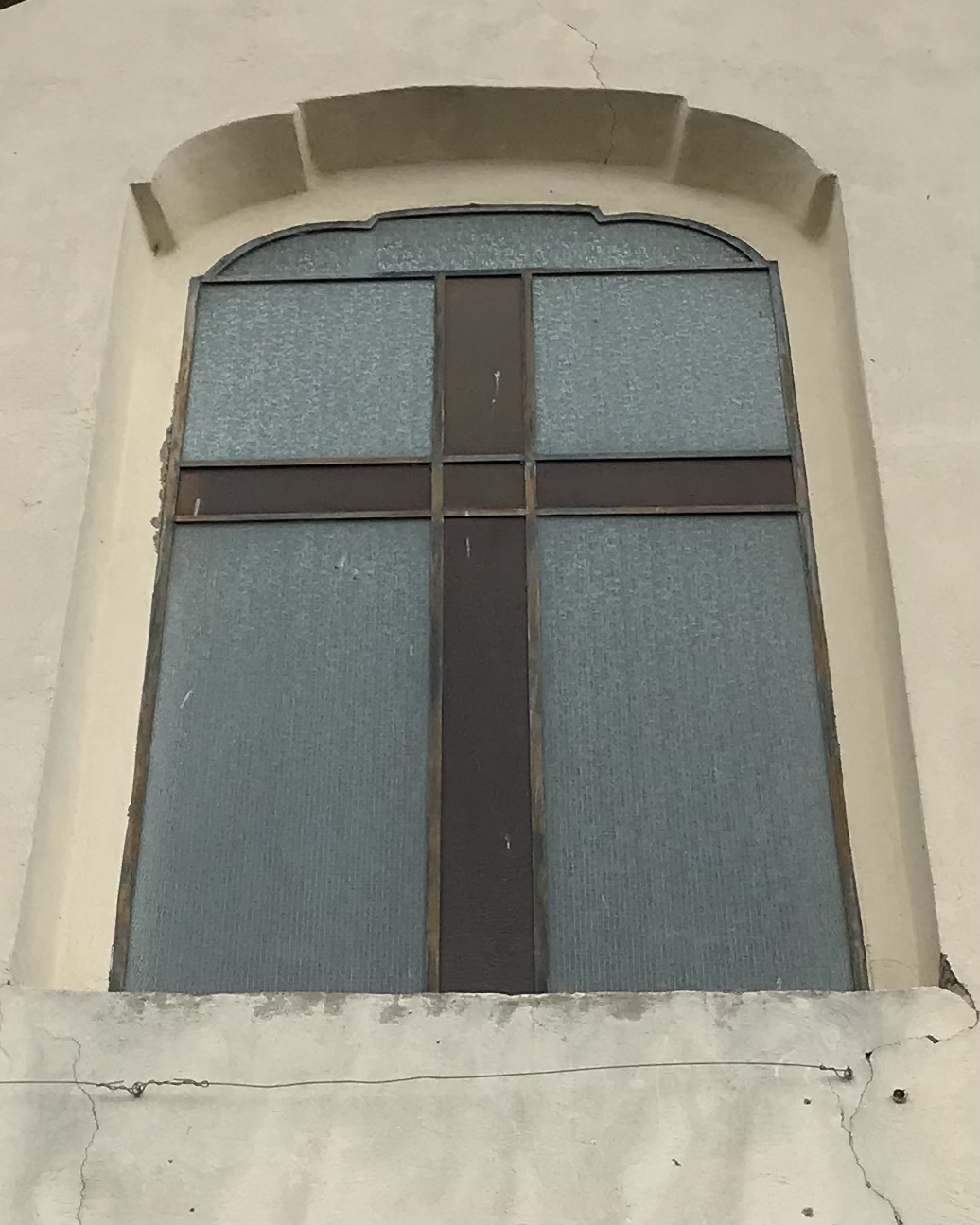
Il finestrone (2020)
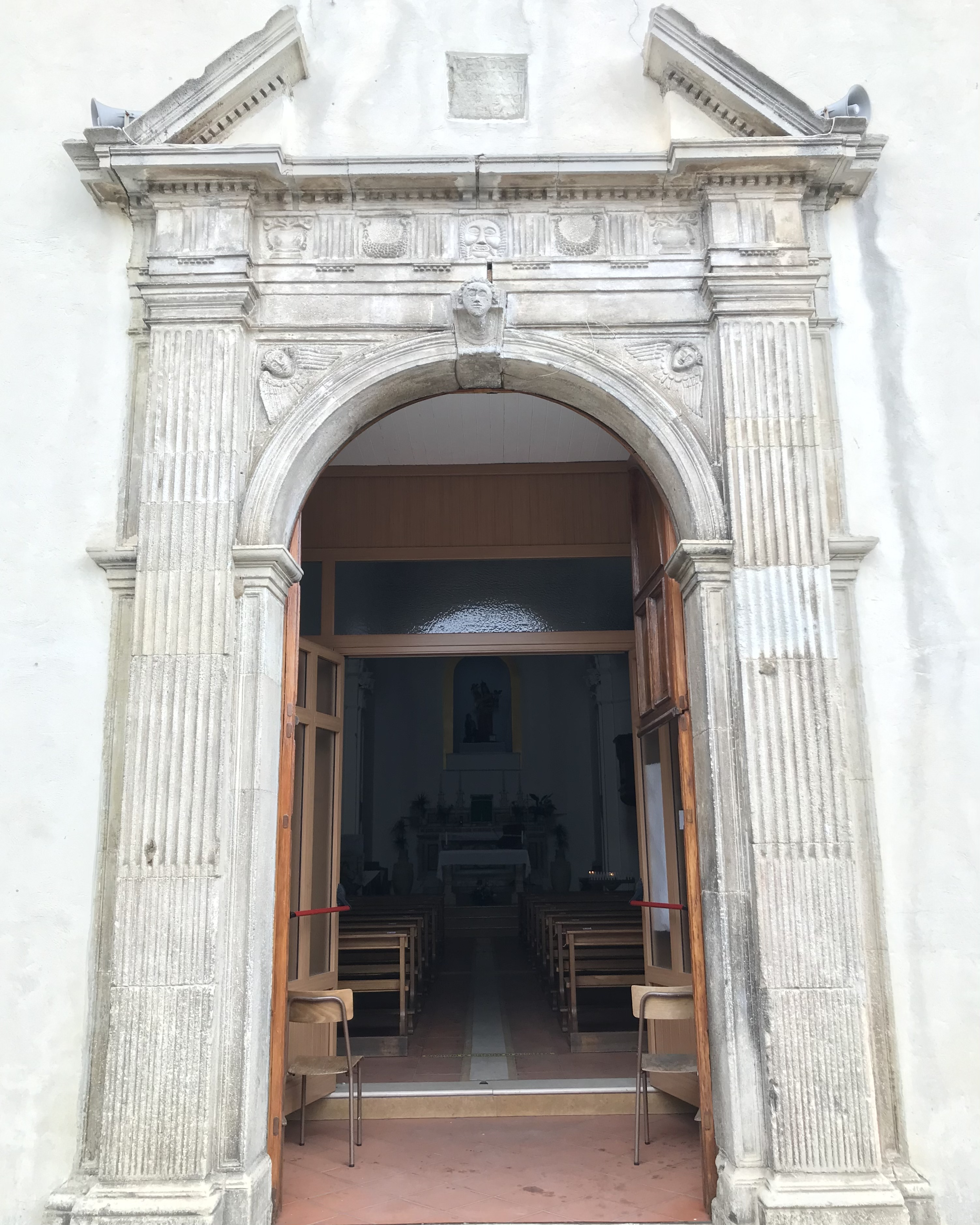
Il portale (2020)
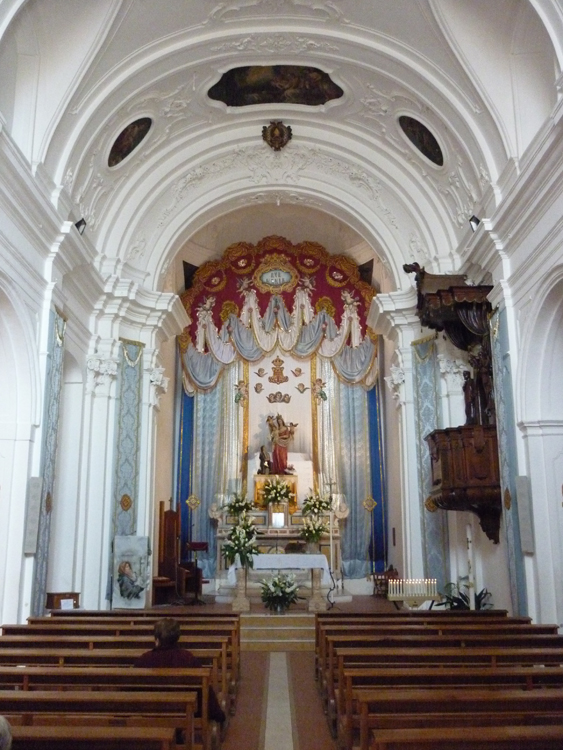
Interno
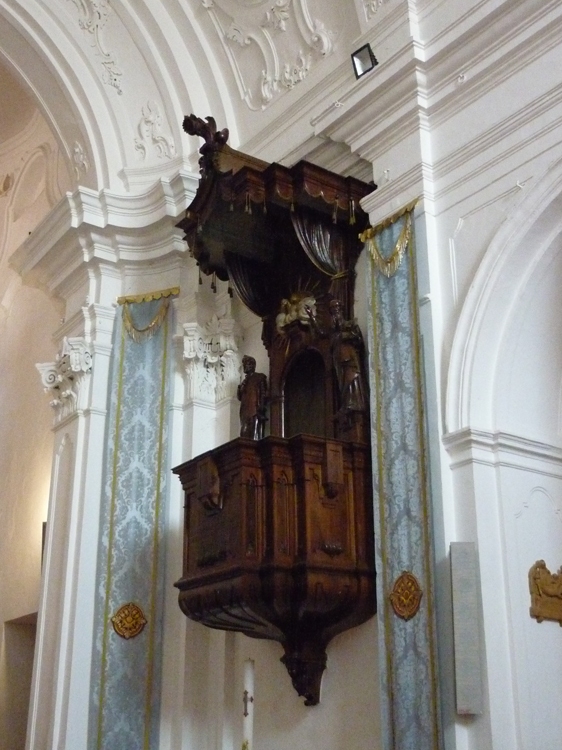
Pulpito del XX secolo
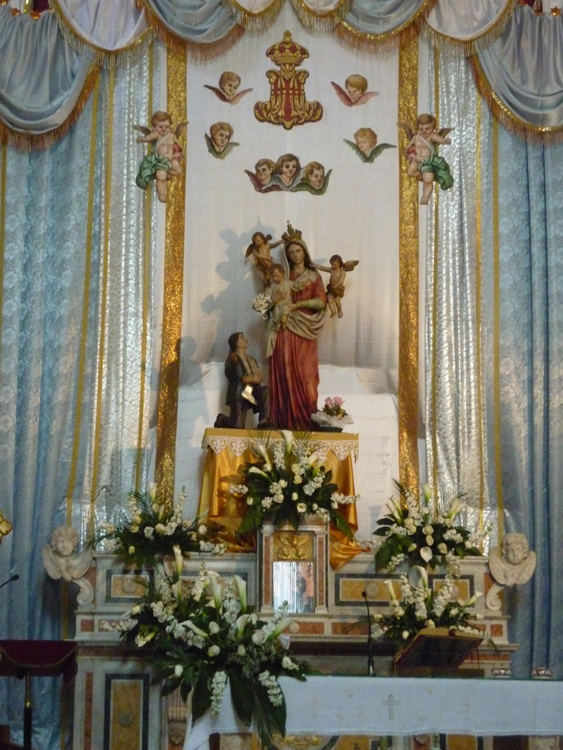
Statua di Santa Maria delle Grazie
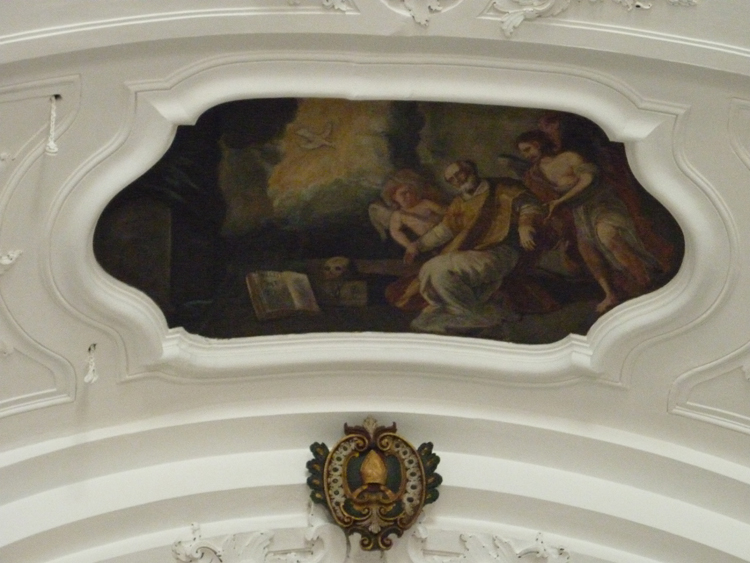
Affresco
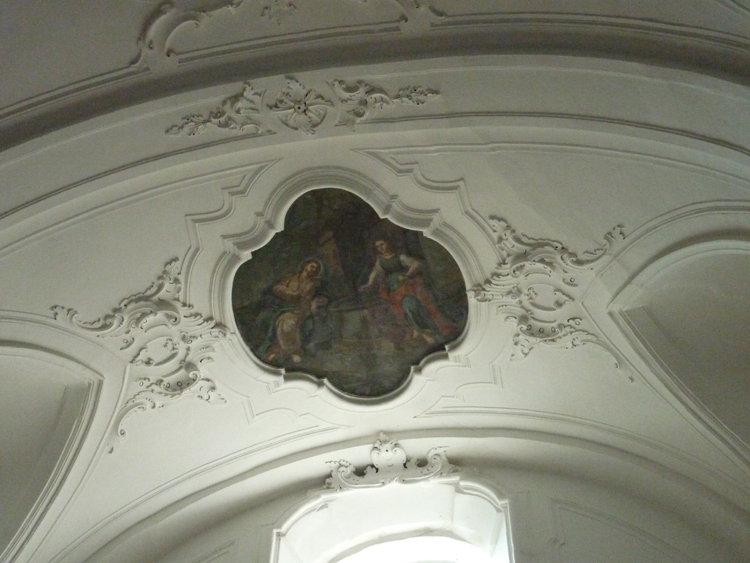
Affresco sulla volta